# Spin Doctors
Spin Doctors – amerykańska grupa rockowa założona wiosną 1989 roku w Nowym Jorku. Pierwszy longplay Up for Grabs...Live wydany został w 1991 roku. Dopiero następny album Pocket Full of Kryptonite (1. studyjny) z przebojem „Little Miss Can't Be Wrong”, oraz wizytówką grupy „Two Princes” dał temu nowojorskiemu sekstetowi nieocenioną popularność w pierwszej połowie lat 90., po obu stronach Atlantyku.

## Historia

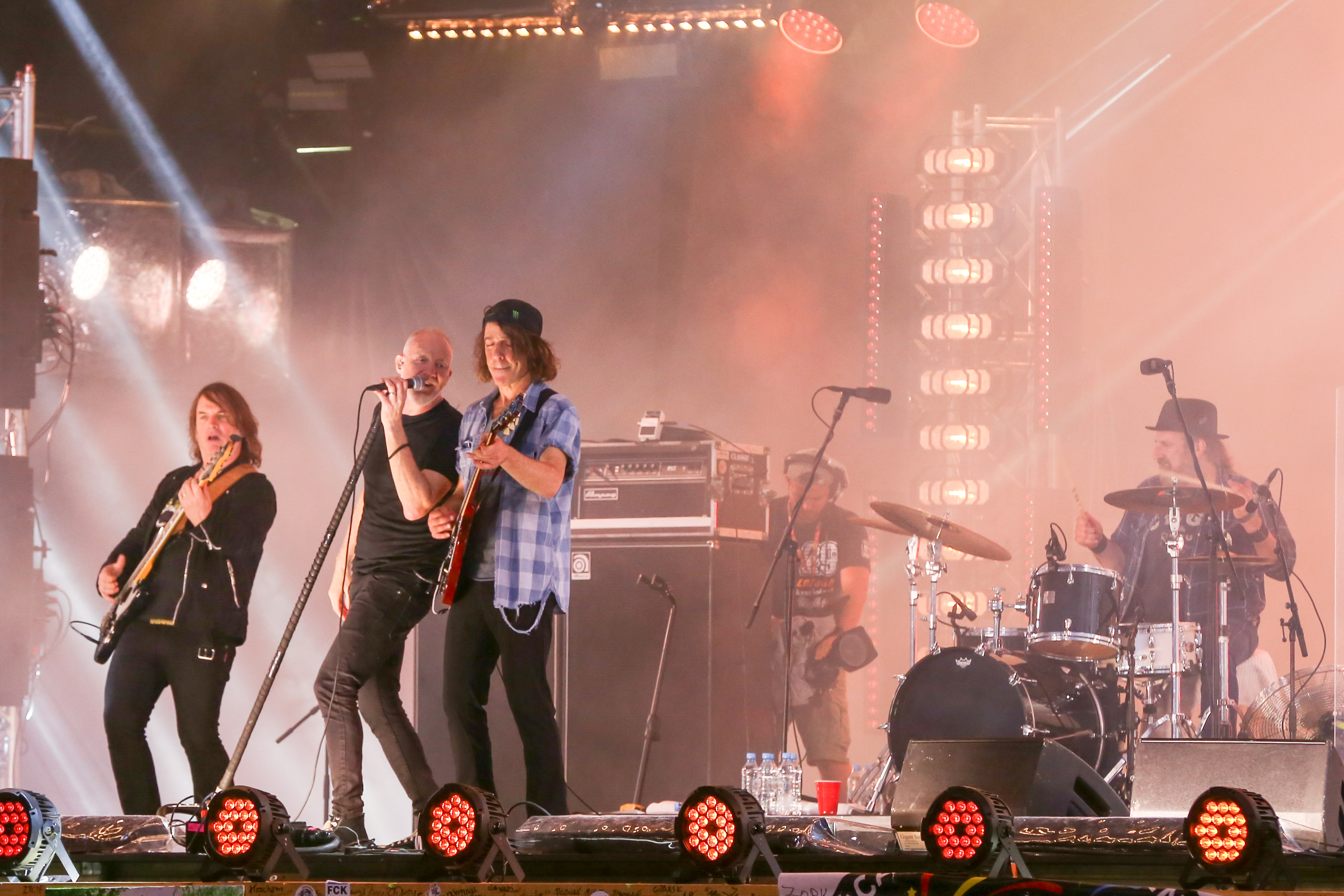
Spin Doctors na Pol’and’Rock Festival w 2023 r.

Po wydaniu ich debiutanckiego studyjnego albumu zaczęli sprzedawać miliony krążków na całym świecie, a rozgłośnie radiowe puszczały w eter ich kompozycje. Kolejna płyta długogrająca Turn It Upside Down odnotowała wyraźnie niższą sprzedaż. Były to jednak nadal wysokie liczby – obecnie ze sklepowych półek zeszło przeszło 2 mln sztuk na całym świecie. W 1996 r. Spin Doctors wprowadzili na rynek trzeci w swym dorobku studyjny krążek You've Got to Believe in Something, ale jeszcze mniej entuzjastycznie został przyjęty przez odbiorców, jak i recenzentów. Po trzech latach pojawił się następny longplay, Here Comes the Bride. Z kolei w roku 2005 grupa przypomniała o sobie wydawnictwem Nice Talking To Me.
W ostatnich latach, zespół grywał jednorazowe koncerty w Stanach Zjednoczonych oraz Europie. W sierpniu 2023 roku wystąpił w Polsce na Pol'and'Rock Festival.

## Skład(wraz z detalami)

### Aktualni członkowie
- Chris Barron (ur. 5 lutego 1968, w Pearl Harbor, Hawaje) – wokal (od 1989)
- Eric Schenkman (ur. 12 grudnia 1963, w Toronto) – gitara/wokal (1989–1994, od 2001)
- Aaron Comess (ur. 24 kwietnia 1968, w Phoenix, Arizona) – perkusja (1989)
- Jack Daley – gitara basowa podczas koncertów (od 2022)

### Byli członkowie
- Ivan Neville – klawinet (instrument klawiszowy), pianino, organy (1997–1999)
- Anthony Krizan – gitara (1994–1996)
- Eran Tabib – gitara (1997–1999)
- Carl Carter – gitara basowa (1999, podczas kilku koncertów)[6]
- Mark White (ur. 7 lipca 1962, w Nowym Jorku) – gitara basowa (1990–1998, 2001–2022)

## Nominacje do nagród
1994:
- Nominowany do American Music Awards za ulubiony pop/rockowy album. (Pocket Full of Kryptonite)[7] W tej kategorii triumfowała Whitney Houston za ścieżkę dźwiękową do filmu Bodyguard[8].
- Nominowany do Nagrody Grammy za „Two Princes” w kategorii Najlepsze wokalne wykonanie utworu rockowego przez duet lub grupę[9]. Statuetkę odebrał amerykański zespół Aerosmith za utwór „Livin' on the Edge”[10].

## Dyskografia

### Albumy studyjne
| Rok  | Album                              | Pozycje na listach przebojów | Pozycje na listach przebojów | Pozycje na listach przebojów | Pozycje na listach przebojów | Sprzedaż   | Certyfikaty USA |
| Rok  | Album                              | USA                          | UK                           | NOR                          | CH                           | Sprzedaż   | Certyfikaty USA |
| ---- | ---------------------------------- | ---------------------------- | ---------------------------- | ---------------------------- | ---------------------------- | ---------- | --------------- |
| 1991 | Pocket Full of Kryptonite          | 3                            | 2                            | 2                            | 7                            | 10'000'000 | 5x Platyna      |
| 1994 | Turn It Upside Down                | 28                           | 3                            | 16                           | 19                           | 2'000'000  | 1x Platyna      |
| 1996 | You've Got to Believe in Something | –                            | –                            | –                            | –                            | –          | brak            |
| 1999 | Here Comes the Bride               | –                            | –                            | –                            | –                            | –          | brak            |
| 2005 | Nice Talking to Me                 | –                            | –                            | –                            | –                            | –          | brak            |

### Albumy kompilacyjne
| Rok  | Album                                   | Pozycje na listach przebojów | Pozycje na listach przebojów | Sprzedaż | Certyfikaty USA |
| Rok  | Album                                   | USA                          | UK                           | Sprzedaż | Certyfikaty USA |
| ---- | --------------------------------------- | ---------------------------- | ---------------------------- | -------- | --------------- |
| 2000 | Just Go Ahead Now: A Retrospective      | –                            | –                            | –        | brak            |
| 2001 | Can't Be Wrong                          | –                            | –                            | –        | brak            |
| 2003 | Two Princes – The Best Of               | –                            | –                            | –        | brak            |
| 2007 | Collection                              | –                            | –                            | –        | brak            |
| 2009 | Playlist: The Very Best Of Spin Doctors | –                            | –                            | –        | brak            |

### Albumy koncertowe
| Rok  | Album                   | Pozycje na listach przebojów | Pozycje na listach przebojów | Sprzedaż | Certyfikaty USA |
| Rok  | Album                   | USA                          | UK                           | Sprzedaż | Certyfikaty USA |
| ---- | ----------------------- | ---------------------------- | ---------------------------- | -------- | --------------- |
| 1991 | Up for Grabs...Live     | –                            | –                            | –        | brak            |
| 1992 | Homebelly Groove...Live | 145                          | –                            | –        | brak            |

### Single
| Rok  | Singel                           | Stany Zjednoczone | Wielka Brytania | Irlandia | Australia | Nowa Zelandia | Francja | Norwegia | Szwecja | Holandia |
| ---- | -------------------------------- | ----------------- | --------------- | -------- | --------- | ------------- | ------- | -------- | ------- | -------- |
| 1992 | „Little Miss Can't Be Wrong”     | 17                | 23              | 27       | 16        | 5             | –       | –        | –       | 28       |
| 1993 | „Two Princes”                    | 7                 | 3               | 5        | 3         | 4             | 5       | 2        | 1       | 3        |
| 1993 | „Jimmy Olsen's Blues”            | 28                | 40              | –        | –         | 23            | –       | –        | –       | –        |
| 1993 | „What Time Is It”                | –                 | 56              | –        | –         | –             | –       | –        | –       | –        |
| 1994 | „Cleopatra's Cat”                | 84                | 29              | –        | –         | 26            | –       | –        | –       | –        |
| 1994 | „Have You Ever Seen the Rain”    | –                 | –               | –        | –         | –             | –       | –        | –       | –        |
| 1994 | „Mary Jane”                      | –                 | 55              | –        | –         | –             | –       | –        | –       | –        |
| 1994 | „You Let Your Heart Go Too Fast” | 42                | 66              | –        | –         | –             | –       | –        | –       | –        |
| 1996 | „She Used to be Mine”            | –                 | 55              | –        | –         | –             | –       | –        | –       | –        |
| 2005 | „Can't Kick the Habit”           | –                 | –               | –        | –         | –             | –       | –        | –       | –        |